# Erik Sylvin
Erik Sylvin, född 5 augusti 1708 i Skogs socken i Ångermanland, död 3 juli 1777 i Nederkalix socken, var en svensk präst.
Erik Sylvin, som var son till sockenskrivaren Jon Jonsson, antog släktnamnet Sylvin efter hemsocknen Skog. Han blev student vid Uppsala universitet 1728 och promoverades till filosofie magister 1740. Han prästvigdes 1744 och blev samma år komminister i Härnösand med tillträde 1745. År 1760 utnämndes han till kyrkoherde i Nederkalix och tillträdde omedelbart. Han intresserade sig för sockenkyrkans inredning och äskade medel till förstorande av kyrkfönstren samt skänkte Kalix kyrka en ny altartavla föreställande den sista nattvarden; denna kom under lång tid att ersätta det medeltida altarskåpet.
Sylvi var gift med Christina Eurenius, som var dotter till prosten Jöns Eurenius. Deras dotter Christina Sylvin gifte sig med översten Blasius af Donner.